# 本間憲一郎

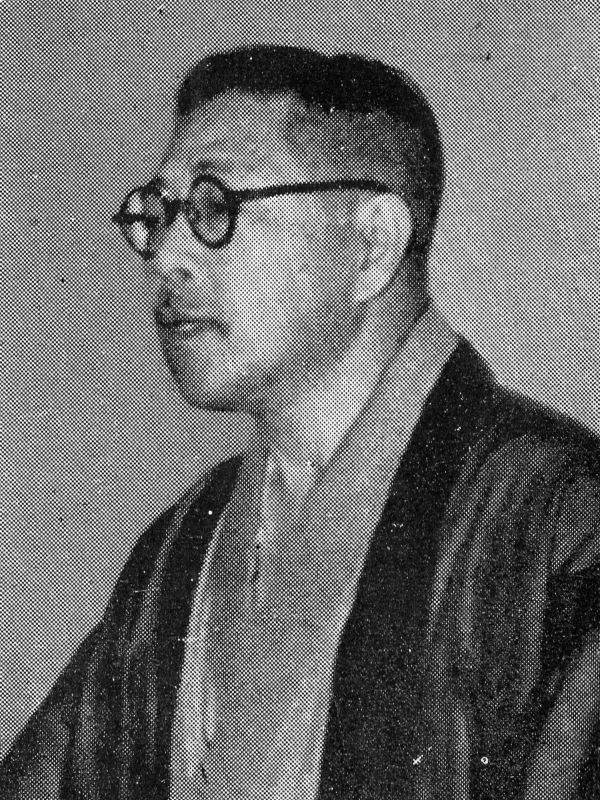
本間憲一郎

本間 憲一郎（ほんま けんいちろう、1889年〈明治22年〉2月24日 - 1959年〈昭和34年〉9月19日）は、昭和期の国家主義者。頭山満の高弟。号は紫山。

## 生涯
古河町（現在の茨城県古河市）出身。父秋田代吉は古河藩士秋田重柔の二男、母本間まさ（お正とも記述する）は水戸藩主徳川斉昭の侍医であった本間玄調の孫（玄調の長男・高佐＝たかすけの二女）。
明治24年（1891年）1月に父が死去し、同年2月27日に母ともども本間家に復籍。翌明治25年（1892年）に母が再婚し東京へ行くものの、憲一郎は水戸市藤坂町（現在の水戸市泉町三丁目、五軒町三丁目のあたり）の伯父本間包三（かねみつ）方に預けられた。
憲一郎は水戸市五軒小学校、水戸市三の丸高等小学校、茨城県水戸中学校を経て、明治44年（1911年）に東洋協会専門学校（現在の拓殖大学）支那語科へ入学。在学中に陸軍省通訳官試験に合格し、大正3年（1914年）東洋協会専門学校三学年修了にて中途退学。
同年8月、陸軍通訳として青島守備軍司令部に勤務（大正3年10月～大正4年4月）し、朝比奈知泉の紹介で奈良武次参謀長と面会し特殊任務に就く（大正4年4月～大正5年10月）。大正5年（1916年）5月に袁世凱の帝政宣言に反対する第三革命が勃発すると維県を中心とした居正らの蜂起に加わり、これを契機として井上日召、前田虎雄を知り知遇を得ることとなる。袁の死後、日本軍の革命派対策の方針が変更され占領地の確保が困難になり、中華革命党も解散するにおよび憲一郎は特殊任務を解任。青島を脱出して大連に至り、金子雪斎の振東学社に入って塾長として寄寓。その一方で雑誌「大陸の日本」の編集にも携わった。
大正6年（1917年）9月に母まさの訃報に接して帰国し、前後して頭山満門下となる。大正7年（1918年）7月のシベリア出兵が決定で憲一郎は再度陸軍通訳官（大尉待遇）として応召、第12師団に配属され約1年2ヶ月の諜報勤務につき満州・シベリアで過ごした。
大正8年（1919年）10月に内地に帰還すると頭山の秘書となり、頭山の提唱する日支提携論（日本・支那提携論）の実現に奔走した。
大正12年（1923年）憲一郎は、茨城県新治郡土浦町中城町の神官中条勝雄の妹うめと結婚。同年9月1日の関東大震災発生、震災後の混乱期には思想的にマルクス主義が社会運動の指導的原理化するような傾向を認め、頭山とともに治安対策に慎重協議を重ねた。大正13年（1924年）憲一郎は、張作霖の顧問に就任するよう要請されるとともに当時の関東軍首脳部からも推薦されており、本人もこれを受諾したが計らずもカリエス発病のため土浦の新治病院に転地療養することになった。
昭和元年（1926年）頃から憲一郎は、井上や橘孝三郎等と水戸に会合し、時局を分析した。昭和3年（1928年）5月、憲一郎は奏任官待遇陸軍通訳官として応召、5月～10月まで済南事変に従軍。同年6月4日に張作霖爆殺事件が起った。紛争解決後に招集解除となった。同年10月14日、郷里新治郡真鍋町に帰り紫山塾を開設、昭和6年（1931年）2月に頭山の三男・秀三が天行会を設立すると憲一郎も理事に就任した。
昭和元年（1926年）から昭和6年（1931年）にかけて、五私鉄疑獄事件、京成電車疑獄事件（東京市会疑獄）、売勲事件（勲章疑獄事件）、米穀商が京城に取引所を開設するために山梨半造の側近を通じて5万円(当時)を贈賄したとする朝鮮総督府疑獄（釜山取引所設置事件）、元東京商工会議所会頭・藤田謙一を中心とする「合同毛織疑獄事件」等、国内では
昭和五大疑獄事件があり、社会に与えた罪は、眼を覆うものがあり政界・財界・官界の腐敗堕落は白日の下にさらされ、そのあくどい暗黒面は不況にあえぐ農山漁村の純情な国民には、余りにも強いショックであった。
昭和6年（1931年）9月18日に満州事変が勃発した。昭和7年（1932年）2月から3月にかけて血盟団事件が起る。同年
5月15日には五・一五事件が起り、憲一郎は五・一五事件の幇助罪容疑で逮捕された。昭和8年（1933年）7月11日に神兵隊事件の時は憲一郎は獄中に居た。
昭和14年（1939年）3月20日に勤皇まことむすびを結成し運動を展開、同年8月、湯浅倉平内大臣暗殺予備事件のダイナマイト所持で同年検挙された。昭和16年（1941年）5月に仮出所した。
戦後、公職追放となり、昭和26年（1951年）1月、新生日本国民同盟を結成、昭和28年（1953年）6月13日、水戸弘道館にて「救国懇談会」を開催した。昭和29年（1954年）5月、腎臓性高血圧症を発病。6月から8月、入院生活を送る。
昭和34年（1959年）9月19日、死去。

## 著作
- 『ボロ支那服』 - 1924年
- 『官僚追放』 - 1952年
- 『吟詠剣詩舞　筑波山』